# Virksund
Virksund er en lille landsby beliggende i Midtjylland ved Hjarbæk Fjords udmunding i Louns Bredning i Limfjorden. Landsbyen ligger i Skive Kommune, som hører til Region Midtjylland.
Virksund ligger på vestsiden (i Fjends) og landsbyen Sundstrup på østsiden (i Himmerland) af fjorden. Ofte bruges betegnelsen Virksund om begge landsbyer.[kilde mangler]
Fra Virksund er der 20 kilometer til Skive og 34 kilometer til Hobro. Hovedvejen, Sekundærrute 579, ført over fjorden på Virksunddæmningen og videre på den anden side i Skivevej, gennemskærer byen som største færdselsåre.
Især om sommeren er der stor aktivitet i landsbyen i kraft af byens sommerhuse og camping samt vandsportsmuligheder.

## Historie
Allerede fra 1950'erne blev der syd og nord for landsbyen opført sommerhuse, som i høj grad er blevet udbygget fra 1980'erne. De lempelige regler for pensionisters faste bopæl i sommerhusområder har  fra omkring 1990 øget Virkunds registrerede befolkningstal.
I årene 1963-1966 blev dæmningen fra Virksund til Sundstrup opført.
I 1983 observeredes for første gang siden 1905 en hvidhval i et dansk farvand – dette var ved Virksund.
Trods byens beskedne størrelse ligger der fem bygninger af medium bevaringsværdi. Disse bygninger er alle fra 1920'erne og 1930'erne og vinder alle på deres originalitetsværdi. Ligeledes er strandarealet ved Virksund underlagt visse fredningsregler fra 1951: En del skal holdes åbent for offentligheden og fri for bebyggelse; mens øvrige byggeplaner skal godkendes af fredningsnævnet.

### Byvåben
Virksunds byvåben, som blandt andet er afbilledet på byskiltet på Sundvej, forestiller en båd med et par korslagte årer ovenover.

## Kultur og fritid
Grundet Virksunds beliggenhed ved fjorden er der rig mulighed for lystfiskeri i byen. Ligeledes har Virksund en aktiv sejlsportsklub, som i 2009 opstartede en ny ungdomsafdeling, hvilket er blevet muliggjort af en ny jollebro. Det er i sandhed vandsporten, der præger byen, og der findes også en vandskiklub.
Andre udendørsaktiviteter i Virksund inkluderer cykling på gode stisystemer samt gåture på opmærkede vandrestier. På havnen bliver der også restaureret skibe.

## Lokaliteter
I Virksund findes en campingplads med kiosk, minigolf og offentligt svømmebad. Derudover findes lystbådehavn med kiosk og klubhus samt et cafeteria. Desuden findes der et ravsliberi, et lille egnsmuseum Æ Fywerhus (Fjordhuset) og en kro med det velklingende navn Skipperkroen.
Ved Sundstrup ligger en lille havn, der især anvendes af muslingefiskere. Der er dog også et lille offentligt slæbested for lystfartøjer. I 2009 blev havnen udvidet, men på trods af de gode intentioner er der blevet rejst kritik af størrelsen på projektet: havnen er stadig for lille til efterspørgslen.
Meget synlige er to bronzealderhøje syd for Sundstrup. Med lidt fantasi kan de leve op til det folkelige navn: "Marens patter".
Ved Virksund ligger desuden det luthersk missionske lejrsted, Virksund Kursuscenter. Det blev indviet i 1975 og har 134 sengepladser. Der afholdes flere arrangementer årligt, hvoraf især den såkaldte bibelcamping i ugerne 29-31, er særlige begivenheder.
Der er ingen lokal folkeskole, hvorfor børnene i Virksund må tage til Ørslevkloster Skole i Hald også beliggende i Ørslevkloster Sogn. Her går de indtil 6. klassetrin, hvorefter de fortsætter på Højslev skole i Højslev.